# Nicolas Coustou
Pour les personnes ayant le même patronyme, voir Famille Coustou.
Nicolas Coustou, dit Coustou l'Aîné, né à Lyon le 9 janvier 1658, et mort à Paris le 1er mai 1733, est un sculpteur français.
Son frère cadet, Guillaume Coustou, ainsi que le fils de ce dernier, Guillaume Coustou (fils) sont aussi des sculpteurs renommés.

## Biographie
Nicolas Coustou est issu d'une famille de sculpteurs sur bois. Il est le fils de Claudine Coysevox ou Quoyseveau, sœur aînée d'Antoine Coysevox, et de François Coustou, modeste sculpteur sur bois et menuisier installé à Lyon avant 1657 et mort en 1685. Le frère de François Coustou, Guillaume Coustou, était aussi sculpteur sur bois et menuisier. Cet oncle de Nicolas Coustou était associé en 1673 à Jean Bourdy (mort en 1675), père de Pierre Bourdy, sculpteur formé par Antoine Coysevox, et de Claude Bourdy, mariée en 1677 avec Antoine Coysevox.
En 1676, il quitte Lyon pour rejoindre son oncle Antoine Coysevox à Paris, où ce dernier dirige l'Académie royale de peinture et de sculpture. Après cinq années d'études, en 1682, il est lauréat du prix de Rome. L'année suivante, il quitte Paris afin de poursuivre sa formation à l'Académie de France à Rome de 1683 à 1686. Il y étudie l'Antiquité et exécute la copie d'un original antique comme on l'exigeait des étudiants.
Il rentre à Paris en 1687 et il présente son morceau de réception quelques années plus tard ; ce sera un bas-relief et non une statue en ronde-bosse. C’est le principal acteur artistique de la politique du royaume de Louis XIV, Charles Le Brun, qui lui demande de réaliser son morceau de réception à partir d’un sujet et d’un dessin qu’il lui impose. Après avoir été rayé de la liste des agréés, c’est finalement le 29 août 1693 que Nicolas Coustou est reçu à l’Académie avec un bas-relief en marbre intitulé Le Dieu de la Santé Montrant à la France le Buste de Louis XIV. 
À la même période, le 18 septembre 1690, il épouse Suzanne-Agnès Houasse (1674-1719), fille du peintre décorateur français René-Antoine Houasse.
À partir de 1700, il entame de nombreux projets professionnels. Il devient professeur à l’Académie le 24 juillet 1702, recteur le 26 octobre 1720 et chancelier de l’Académie le 10 janvier 1733, l’année de sa mort.
Ce début de XVIIIe siècle marque également un tournant dans la carrière de Nicolas Coustou. Il travaille aux grands chantiers de Louis XIV, au château de Versailles, à l'hôtel des Invalides à Paris et au parc de Marly, secondant Coysevox.
L'un de ses portraits fut peint en 1725 par Jean Le Gros (1671-1745), élève de Hyacinthe Rigaud. Le sculpteur y pose les mains sur la tête d'une allégorie de la Saône qu'il réalisa pour orner le piédestal du Monument à Louis XIV à Lyon, place Bellecour.

## Iconographie
- 1836, Buste de Nicolas Coustou, marbre,  Lyon, musée des Beaux-arts, par Jean-François Legendre-Héral.

## Œuvres dans les collections publiques

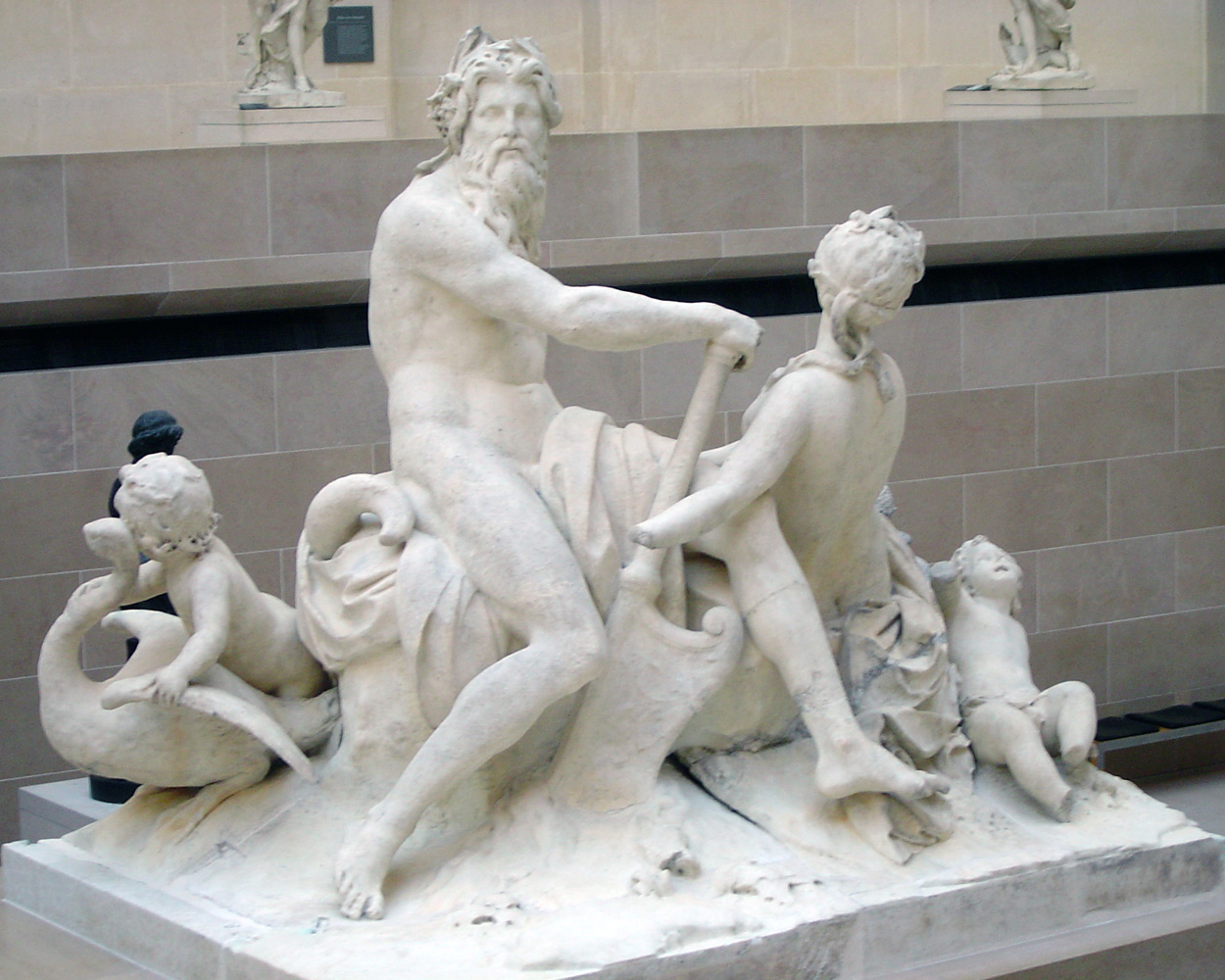
La Seine et la Marne (vers 1712), marbre, Paris, musée du Louvre.

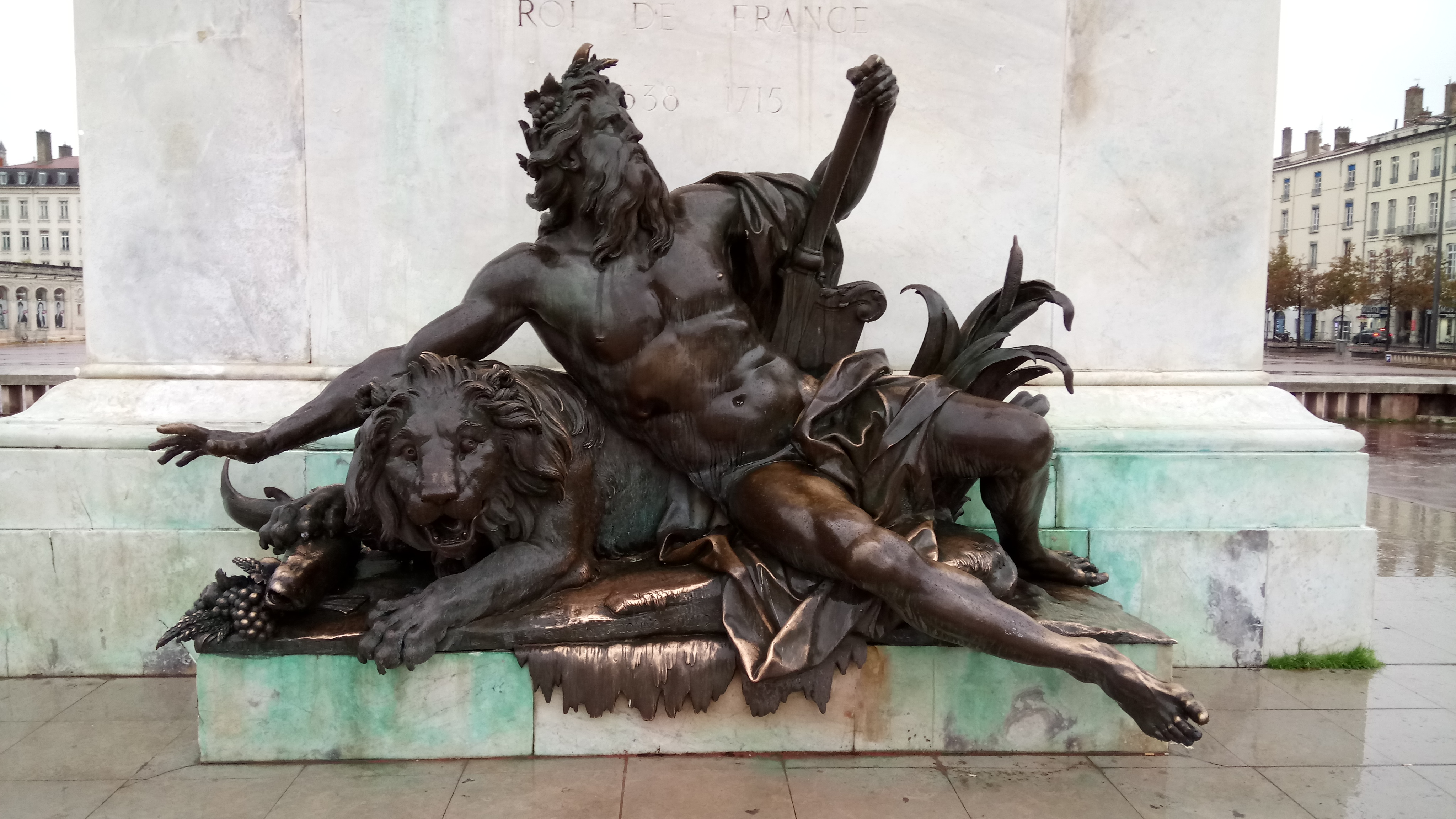
Allégorie du Rhône par son frère Guillaume Coustou, (1720), bronze, Lyon.

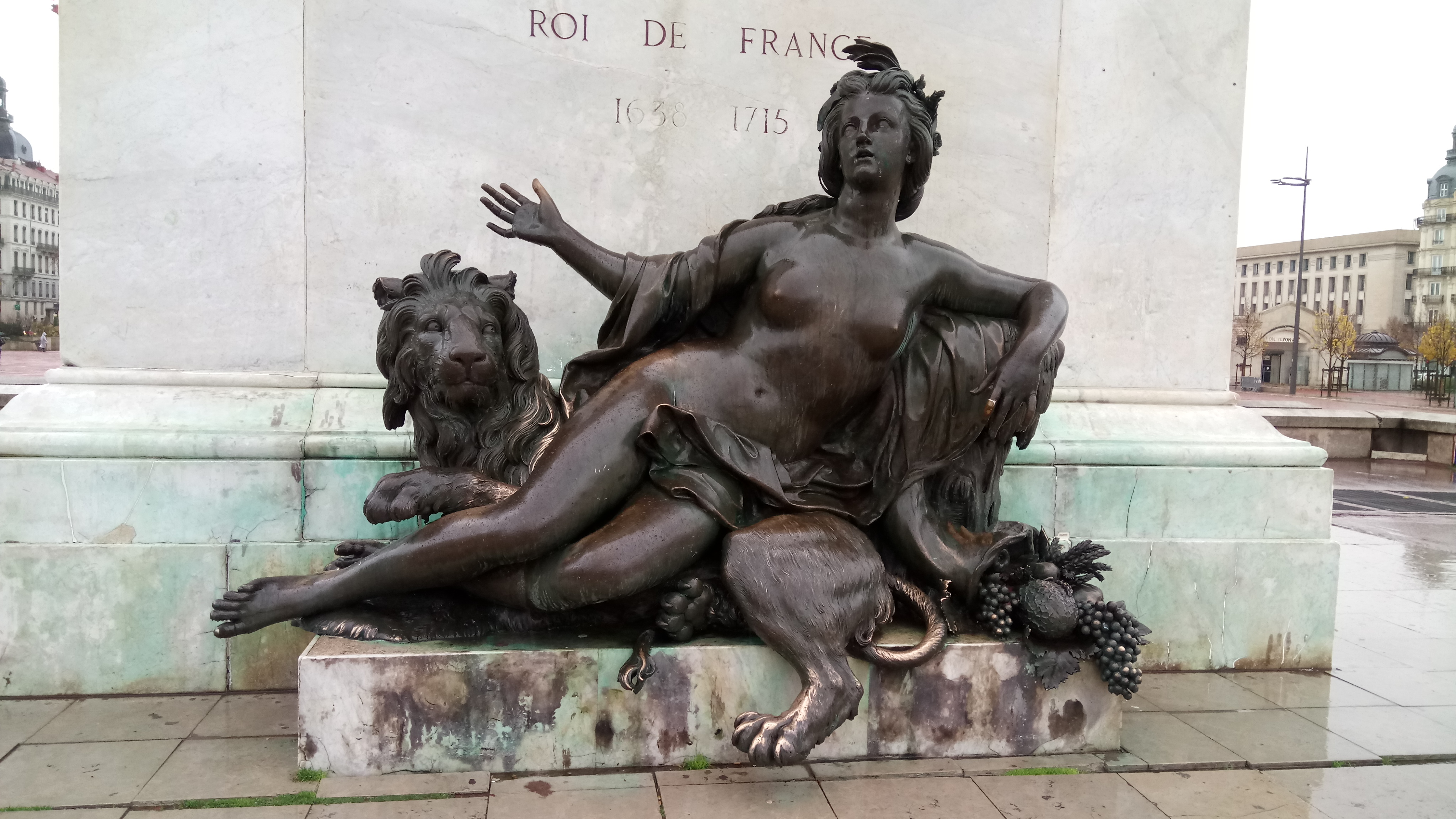
Allégorie de La Saône, (1720), bronze, Lyon.

- Beauvais, cathédrale Saint-Pierre : monument funéraire du cardinal de Forbin-Janson (1736) ;
- Lyon, musée des Beaux-Arts :
  - Allégorie de la Saône (1720), originellement installée place Bellecour à gauche du piédestal de la statue équestre de Louis XIV (de François-Frédéric Lemot), elle rejoint en 2021 le musée après restauration[4] ;

- Paris, cathédrale Notre-Dame :

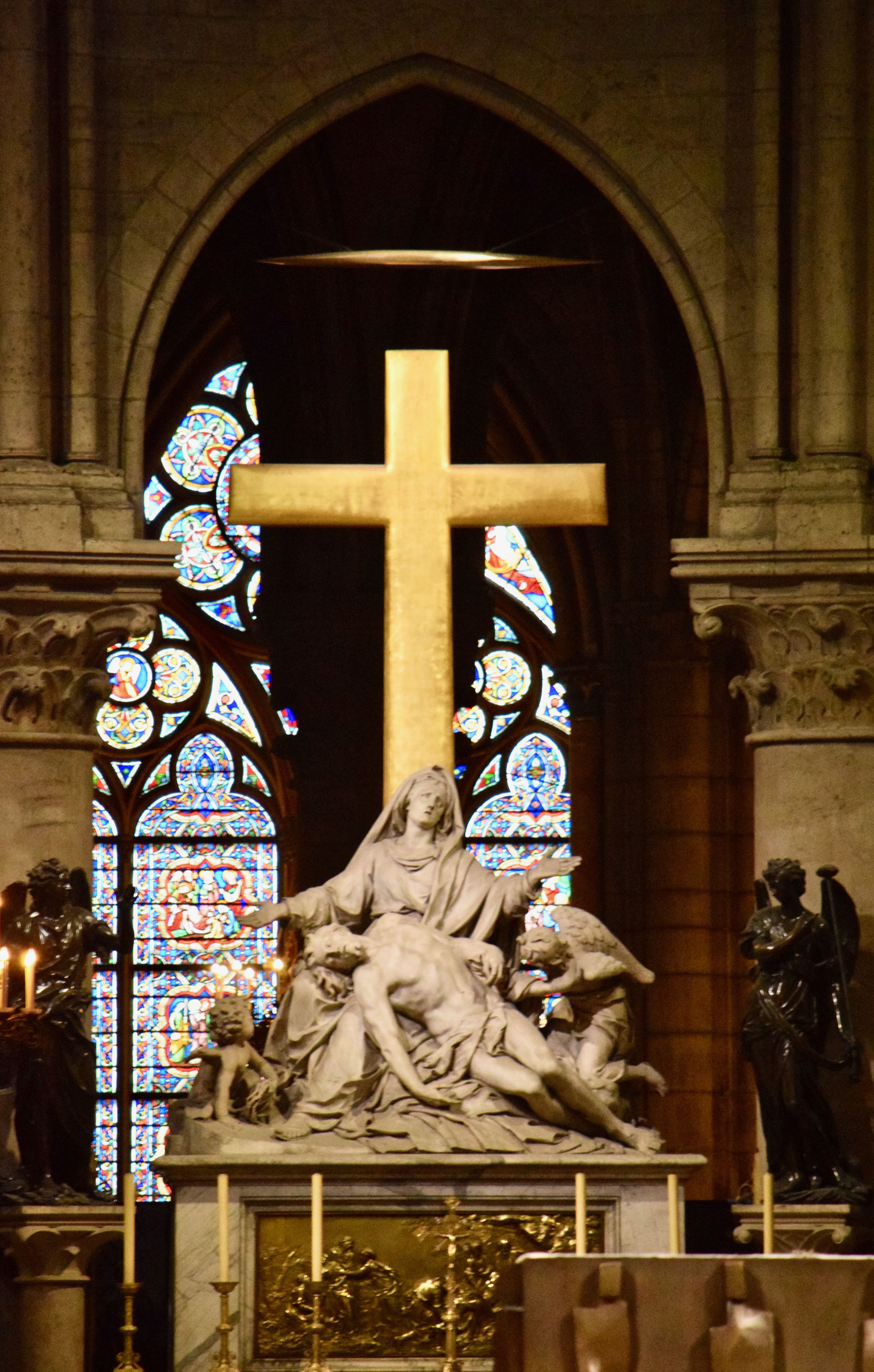
Descente de croix ou pietà, Notre-Dame de París

  - Descente de croix ou Pietà, groupe en marbre aussi appelé Le vœu de Louis XIII, 1713-1715. Chœur de l’église Notre-Dame Paris ; Figure de Louis XIII par Nicolas Coustou, celle de Louis XIV par Coysevox ;
  - Saint Denis ;
- Paris, jardin des Tuileries : La Seine et la Marne, moulage de l'original conservé au musée du Louvre ;
- Paris, hôtel des Invalides :
  - bas reliefs groupe de prophètes.
- Paris, musée du Louvre :
  - La Seine et la Marne, 1712, groupe en marbre destiné au parc de Marly, puis transféré à Paris au jardin des Tuileries, où une copie le remplace désormais ;
  - Le Passage du Rhin, bas-relief ;
  - Jules César, terre cuite pour une statue en marbre de Versailles ;
  - Jules César, marbre, en collaboration avec François Girardon, commandé en 1696 pour faire un pendant à l’Annibal de Soldtz, provient du jardin des Tuileries[5] ;
  - Louis XV en Jupiter, statue en marbre, 1731, commandée par le Duc d’Antin, placée à l'origine avec son pendant Marie Leszczynska en Junon de Guillaume Coustou dans le parc du château de Versailles[6] ;
  - Apollon poursuivant Daphné, marbre, vers 1713-1714. Sculpture dont le pendant est Daphné poursuivie par Apollon réalisée par Guillaume Coustou ;
  - Monument funéraire du prince François-Louis de Bourbon-Conti, marbre, autrefois dans l'ancienne église Saint-André-des-Arts à Paris 6e arrondissement[7] ;
  - Le Dieu de la Santé Montrant à la France le Buste de Louis XIV, marbre, 1693, 90 x 75 cm (Département des Sculptures : France, XVIIe et XVIIIe siècles)[8] ;
  - Le gladiateur Borghèse, terre cuite, copie du marbre antique, 1683 ;
  - Chasseur au repos dit aussi Adonis se reposant de la chasse ou Le repos du chasseur, groupe en marbre daté de 1710 et commandé en 1707 par la direction des bâtiments du roi avec la Nymphe de la chasse et la Nymphe et la colombe[9] ;
- Versailles, parc du château de Versailles : 
  - Hercule Comode ;
- Versailles, châteaux de Versailles et de Trianon : 
  - Jean-Baptiste Colbert, buste en marbre, vers 1715 ;
- Seignelay, église Saint-Martial :
  - Ange de la Résurrection, bas-relief en marbre.

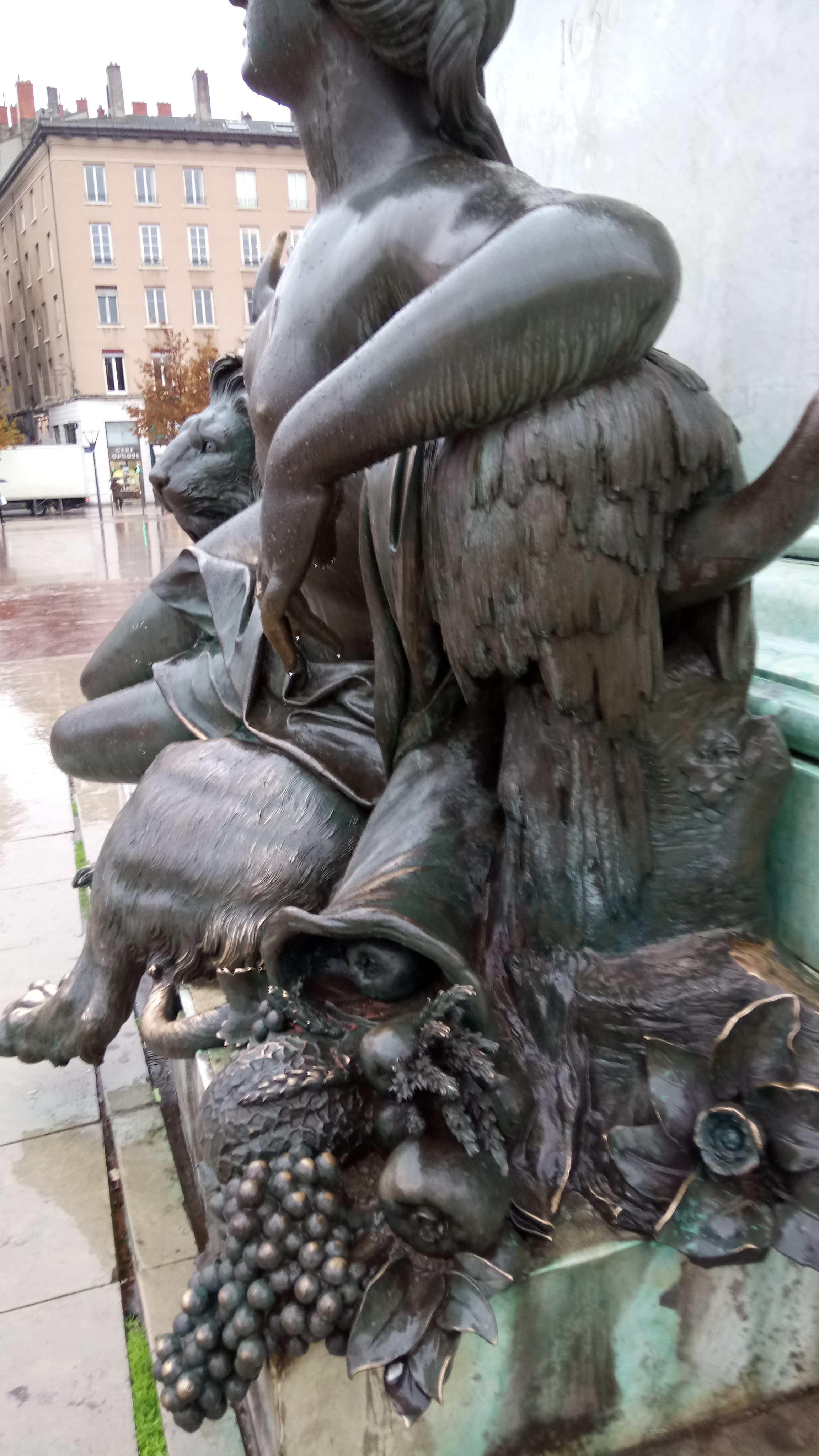
Détail sur la corne d'abondance de l'Allégorie de la Saône
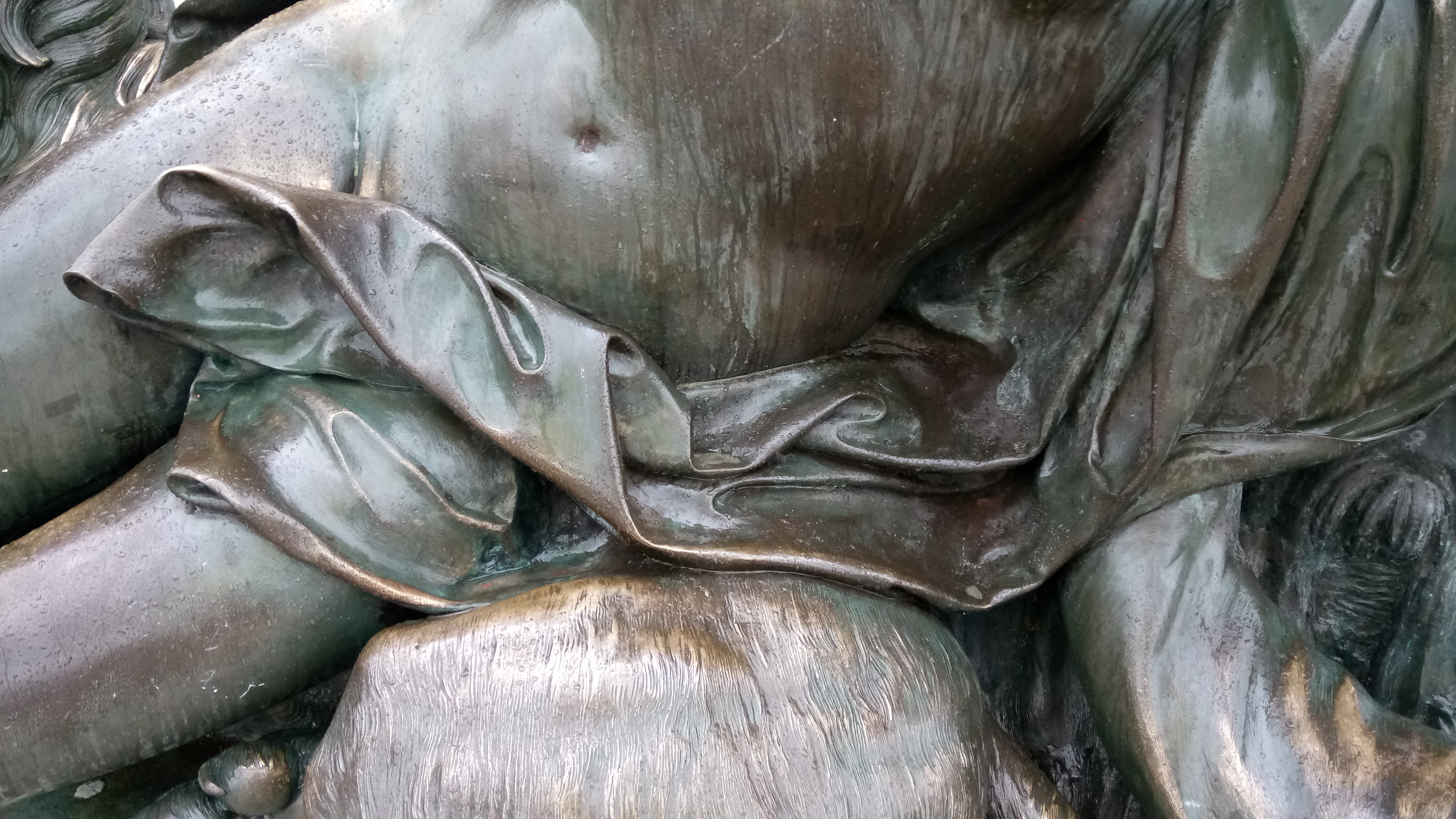
Détail sur le drapé de l'Allégorie de la Saône
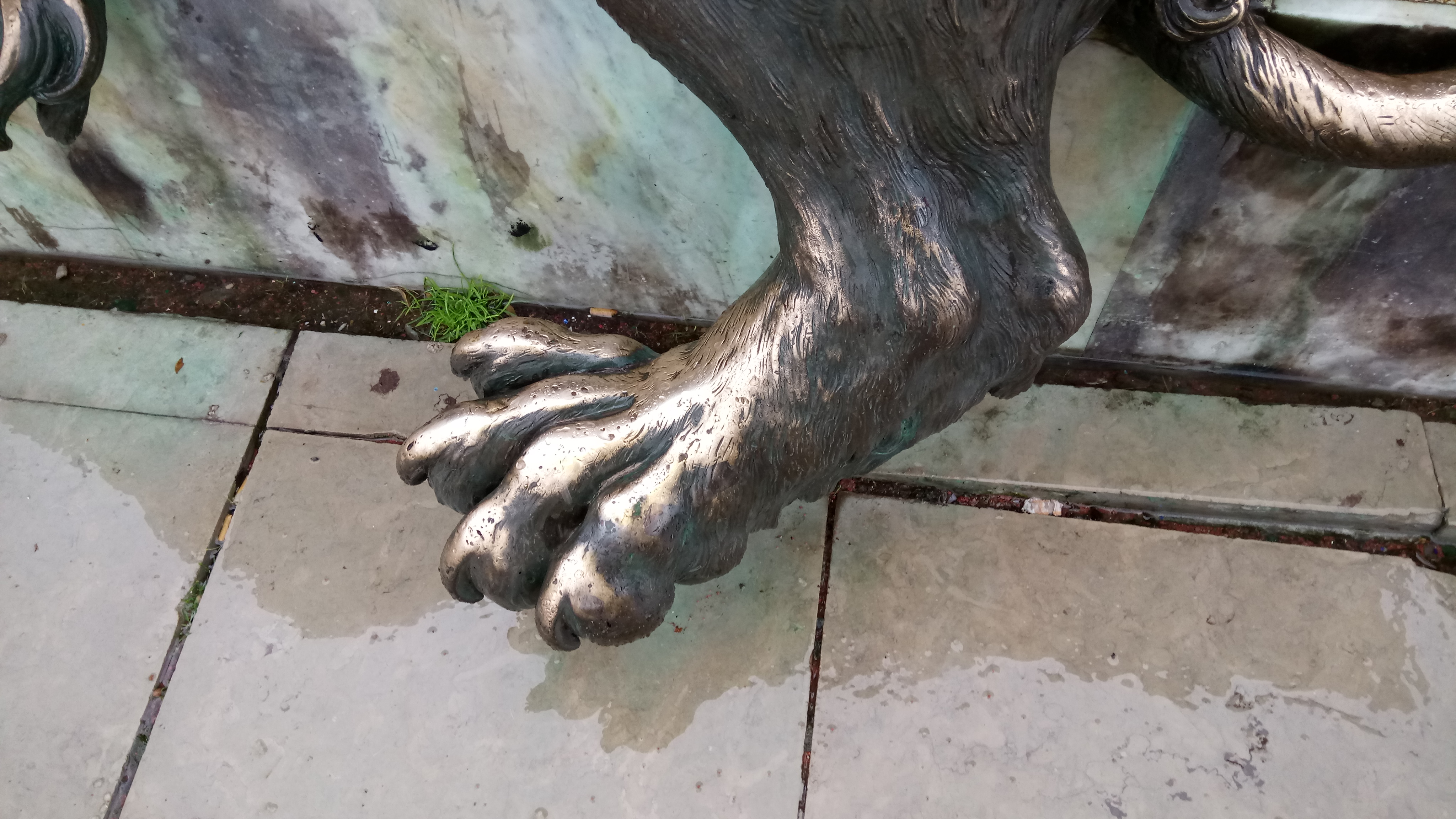
Détail sur la patte du lion de l'Allégorie de la Saône
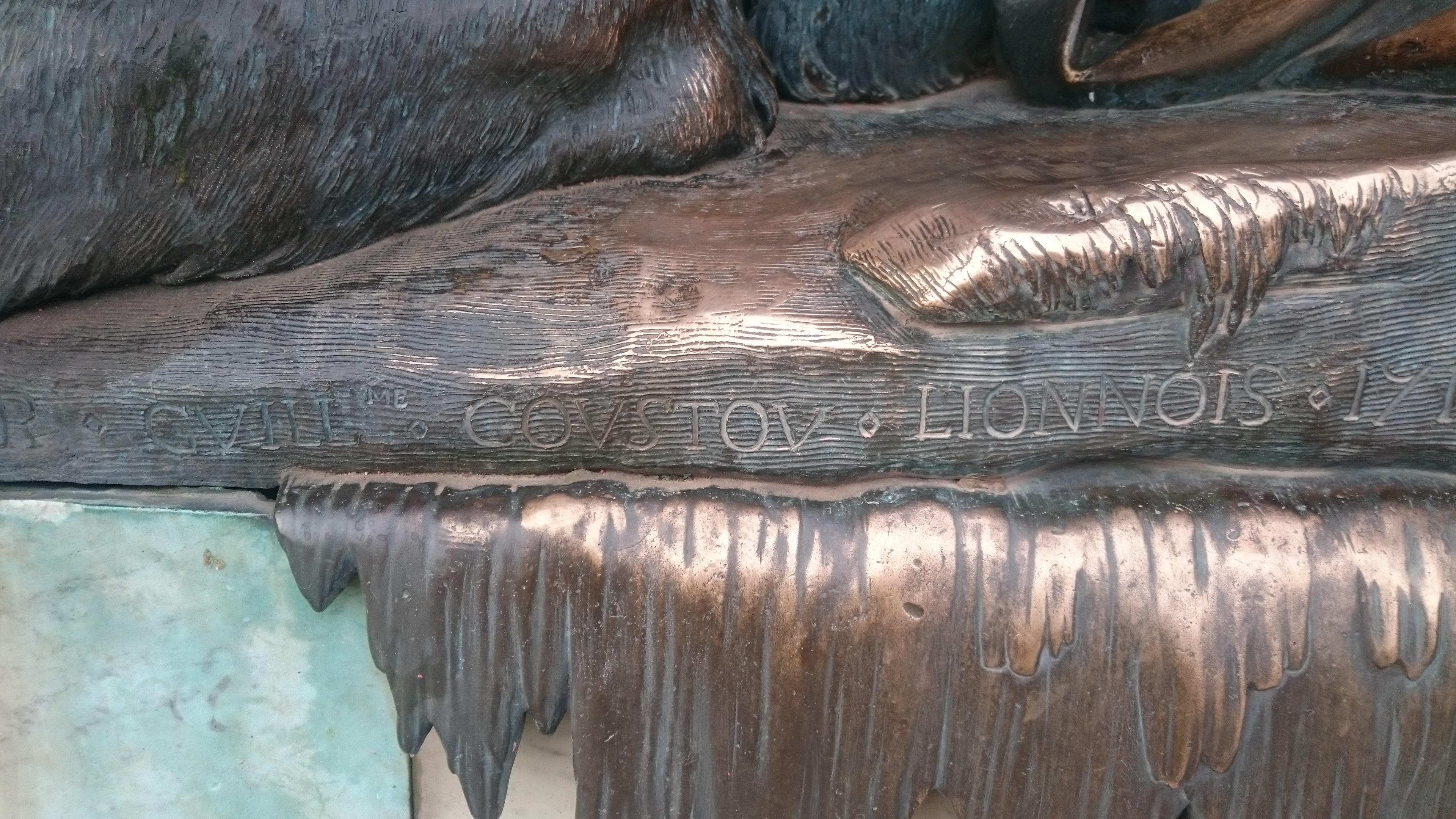
Signature en gros plan, prise en photo au pied de l'Allégorie de la Saône, à Lyon